# Patrizio Cigliano
Patrizio Cigliano (Roma, 23 dicembre 1969) è un attore, drammaturgo, regista teatrale, doppiatore e direttore del doppiaggio italiano.
È fratello minore del doppiatore, direttore del doppiaggio, dialoghista e conduttore radiofonico Alessio Cigliano ed è nipote del cantante Fausto Cigliano.

## Biografia
Inizia la carriera di attore teatrale e di doppiatore nel 1985 e l'anno seguente fonda la compagnia teatrale Arcadinoè con cui porta in scena vari spettacoli teatrali. Dopo aver conseguito la maturità classica nel 1989, viene ammesso all'Accademia Nazionale d’Arte Drammatica Silvio D’Amico, dove si diploma nel 1992 con Orazio Costa.
È particolarmente presente nel settore teatrale come attore, produttore, autore e regista. Tra gli altri ha collaborato con Enrico Brignano, Sergio Fantoni, Ennio Coltorti, Claudio Insegno, Francesca Draghetti, Andrea Camilleri, Enrico Maria Salerno, Regina Bianchi, Maddalena Fallucchi, Marco Carniti, Pierpaolo Sepe, Giancarlo Sepe, Gabriele Lavia, Arnoldo Foà, Giovanni Lombardo Radice e Franco Zeffirelli.
Nel 2002 scrive e dirige lo spettacolo teatrale A cuore aperto, che porterà in scena per oltre 14 edizioni e che nel 2019 rappresenterà anche a New York. Inoltre, nel 2017, interpreta Bruno Fioretti, detto "Mandrake", in Febbre da Cavallo, musical prodotto sotto la supervisione artistica di Enrico Brignano. Ha partecipato a molti spettacoli di Shakespeare allestiti al Globe Theatre di Roma, sotto la direzione di Gigi Proietti.
Come attore, ha partecipato a cortometraggi da lui diretti (tra cui 17:30 e Adagio). Ha inoltre preso parte ad alcune fiction di produzione italiana.
Come doppiatore di serie televisive ha prestato la voce ad Adam Brody nel ruolo di Seth Cohen in The O.C., a Trevor Donovan in 90210, a Christopher Jacot nella prima stagione della serie televisiva antologica Slasher e in Eureka, e a Danny Strong nella serie Billions.
Tra gli attori doppiati al cinema ci sono Adam Brody in Thank You for Smoking, Benvenuti nella giungla e SWOP: I sesso dipendenti, Justin Timberlake in Black Snake Moan, Mike Hatton in Green Book, Michael Jackson in Miss Cast Away, Rodrigo de la serna in I diari della motocicletta, Harvey Keitel nel ridoppiaggio del film Chi sta bussando alla mia porta, Manish Dayal ne Il palazzo del Viceré, Freddie Fox in Victor - La storia segreta del dott. Frankenstein e Ben Rappaport in Il matrimonio che vorrei.
Ha prestato la sua voce anche a serie animate, tra cui Digimon Adventure e Digimon Adventure 02, dove doppia il personaggio di Patamon e le sue digievoluzioni (ruolo ripreso anche in Digimon Fusion Battles, Digimon - Il film e in Digimon Adventure: Last Evolution Kizuna), e ad alcuni sceneggiati radiofonici su Radio Rai.
Ha preso parte a numerosi musical come cantante. Ha pubblicato nel 2007 il suo primo lavoro discografico da solista, dal titolo in ordine sparso, mentre nel 2012 ha inciso la versione italiana della sigla d'apertura dell'anime Battle Spirits - Brave. Nel 2020 prende parte alla quinta edizione del fortunato docu-reality di Rai 2 Il collegio, all'interno del quale assume il ruolo di maestro di recitazione.

## Filmografia

### Cinema
- Qualcosa in cui credere (Something to Believe in), regia di John Hough (1998)
- Solitario, regia di Giuseppe Benvenuto Bonafede - cortometraggio
- Noir, regia di Carlo Fineschi - cortometraggio
- 17.30, regia di Patrizio Cigliano - cortometraggio
- Adagio, regia di Patrizio Cigliano - cortometraggio
- Danzando sulla bocca del mare, regia di Patrizio Cigliano - cortometraggio
- Solitudo, regia di Pino Borselli (2007)
- I migliori giorni, regia di Edoardo Leo e Massimiliano Bruno (2023)

### Televisione
- Buona fortuna di Michele Guardì
- La domenica sul tre, in cui interpreta poesie di Garcia Lorca e Leon Félipe
- Complotto di Famiglia, in cui compie candid camera
- La Squadra (2 episodi, 2005 e 2007)
- Carabinieri (5 episodi, 2006)
- Provaci ancora prof! (2x03, 2007)
- 7 vite (2009)
- Fratelli Detective (2009)[2]
- Il collegio (2020)[6]

## Doppiaggio

### Cinema
- Scot Williams in Backbeat - Tutti hanno bisogno di amore
- James Van Der Beek in I love you, I love you not
- Kevin Lin in Le tentazioni della luna
- Régis Royer in Lautrec
- Danny Nussbaum in Beautiful People
- Tom Long in The Dish
- Michael Shannon in A morte Hollywood
- Gaël Morel in Lontano
- Brandon Davis in American Party - Due gambe da sballo
- Kamyar Sheisi in Oro rosso
- Romano Orzari in Bugs – Paura del buio
- Michael Jackson in Miss cast Away
- Rodrigo De La Serna in I diari della motocicletta
- Billy Boyd in Il figlio di Chucky
- Harvey Keitel in Chi sta bussando alla mia porta (ridoppiaggio 2004)
- James Gilbert in American soldiers: un dia in Iraq
- Adam Brody in Thank You for Smoking, Benvenuti nella giungla, SWOP: I sesso dipendenti
- Ken Campbell in Il grande uno rosso (ridoppiaggio 2005)
- Roberto Sanmartín in Habana Blues
- Russel Gleason in All'ovest niente di nuovo (ridoppiaggio 2005)
- Justin Bartha in Uomini & donne
- Matìas Marmorato in Cronaca di una fuga - Buenos Aires 1977
- David Ross in Non è peccato - La Quinceañera
- Josh Dean in Il re del supermarket – Bag Boy
- Shaun Evans in Gone - Passaggio per l'inferno
- Justin Timberlake in Black Snake Moan
- Michael Eklund in il giocatore, la ragazza e il pistolero
- Richard Riddel in Parnassus - l’uomo che voleva ingannare il diavolo
- Vansh Bhardwaj in Una Stella in cucina
- Chen Li in Aftershock
- Omari Hardwick in Kick-Ass
- Jason 'Wee Man' Acuña in Jackass 3D
- Paul Scheer in Piranha 3D
- Johannes Alfvén in Studio Sex
- Ben Rappaport in Il matrimonio che vorrei
- Ben Siemer in Iron Sky
- Michael Stahl-David in The Congress
- Devon Bostick in The Art of the Steal - L'arte del furto
- Laurent Lafitte in L’arte della fuga
- Freddie Fox in Victor - La storia segreta del dott. Frankenstein
- Varun Sharma in Kis Kysko Pyaar Karoon - Un marito a tre piani
- John Early in Other People
- Moe Dunford in Handsome Devil
- Frosti Jón Runólfsson in L'effetto acquatico - Un colpo di fulmine a prima svista
- Oz Zehavi in Un appuntamento per la sposa
- Jurg Low in Vi presento Toni Erdmann
- Manish Dayal in Il palazzo del Viceré
- Rory Culkin in Bullet Head
- Jeremy Piven in Quando l'amore è magia - Serendipity (ridoppiaggio 2017, Netflix)
- Thomas Middleditch in Replicas
- Mike Hatton in Green Book
- Marcus Vanco in Day of the Dead: Bloodline
- David Kross in Balloon
- Pawel Szajda in The Haunting of Sharon Tate

### Film d'animazione
- Patamon e sue digievoluzioni in Digimon - Il film, Digimon Adventure: Last Evolution Kizuna
- Butler in Pokémon: Destiny Deoxys - Fratello dello Spazio
- Palk Palkovich (Pal Palich) in Ivan Tsarevich e il lupo grigio

### Televisione
- Scott Michaelson in Sabrina nell'isola delle sirene
- Davee Youngblood in V.I.P.
- Chris Coghill in Shameless
- Jay Hugulay in Alias
- Nabil Elouahabi in 11 settembre - Tragedia annunciata
- Adam Brody in The O.C., The League
- David Blue in Moonlight
- Ari Cohen in Smallville
- Samuel Page in Gossip Girl
- Trevor Donovan in 90210
- Max von Thun in Un angelo, un amore
- Marius Colucci in Little Murders by Agatha Christie
- Jonny Harris in I misteri di Murdoch (1^voce)
- Ben Rappaport in Outsourced
- Michael Graziadei in Terapia d'urto
- Darcey Johnson in Psych
- Billy Boyd in Le streghe di Oz
- Christopher Jacot in Eureka, Slasher, (stagione 1)
- Johnathon Schaech in Ray Donovan
- Raheem Babalola in Under the Dome
- Travis Schuldt in Blue Bloods
- Martin Freeman in Fargo
- Ben Caplan in The Lost Honour of Christopher Jeffries
- Brett Donahue e Ari Millen in Reign
- Evan Williams in Diario di una Nerd Superstar
- Damon Herriman in Flesh and Bone
- Eugene Shaw e John Charles Meyer in Hawaii Five-O
- Rafael Petardi in CSI: Cyber
- Rafi Silver e Edoardo Ballerini in Elementary
- Manuel Uriza in Castle
- Samuel Hunt in Empire
- Jimmi Simpson in Black Mirror
- Steve Kazee in Criminal Minds: Beyond Borders
- Omid Abtahi in Madam Secretary
- Seth Green in Crazy Ex-Girlfriend
- Danny Strong in Billions
- John Hoogennakker in Jack Ryan

### Soap opera e telenovelas
- Francisco Donovan in Champs 12
- Joaquín Berthold in Violetta
- Alfredo Cuéllar in Chica vampiro

### Serie animate
- Kageyama e Fried Justin in Fairy Tail
- Patamon e sue digievoluzioni in Digimon Adventure, in Digimon Adventure 02 e in Digimon Frontier
- Spin in Rollbots
- Michael Jackson/Leon Kompowsky in I Simpson (3x01)
- Red Arrow/Speedy/Roy Harper in Young Justice
- Zach Braff in BoJack Horseman
- Ronnie in Animals
- Francis e Keith Harcourt in Nadja
- Michael Jackson in Where My Dogs At?
- Ju-Long in Kung Fu Panda - Mitiche avventure
- Inoru e Alien in Le incredibili avventure di Zorori
- Luke in I cavalieri di Mon
- Mantellino in Tickety Toc
- Sarakichi in Super Niyandar - Il gatto mascherato
- Issei Tsubaki in Full Metal Panic? Fumoffu
- Yuuki Momose in Battle Spirits - Dan il Guerriero Rosso
- Chris/Wish in Piccole principesse Lil'Pri
- Cobraja in HeartCatch Pretty Cure!
- Ango in 7 Seeds
- Chuck in Turbosaurs
- Pungitopo ne La collina dei conigli

### Radio
- Kit Willer nello sceneggiato Tex - Mefisto! (2012) di Radio2

### Videogiochi
- Lucas e altre voci in Cyberpunk 2077[7]

## Direzione del doppiaggio
- Alan Partridge: Alpha Papa
- Little Murders by Agatha Christie
- Fresh Off the Boat
- Stretch Armstrong e i Flex Fighters

## Sceneggiati radiofonici
- Il terzo gemello (Rai Radio 2, 2001)
- 120 secondi a Ground Zero
- L’ispettore Maigret (Rai Radio 2, 2002)
- Mata Hari (Rai Radio 2, 2003)
- Madre Teresa (Rai Radio 2, 2003)
- Cleopatra (Rai Radio 2, 2003)
- K2: l'assalto finale (Rai Radio 2, 2004)
- Madame Bonaparte (Rai Radio 2, 2005)
- D-Day (Rai Radio 3, 2006)
- Tex Willer (Rai Radio 2), con Francesco Pannofino
- Guest - 3+1 (Rai Radio 2), anche regia

## Adattamento dei dialoghi italiani
- Philly
- Bones
- Rizzoli & Isles
- Sulle tracce del crimine
- La casa del guardaboschi
- The O.C.
- Hey, Arnold!
- Star Trek: Deep Space Nine
- Hollywood Heights - Vita da popstar
- Rebelde Way
- Nadja
- Pretty Cure (tutte le serie)
- Le incredibili avventure di Zorori (tutte le serie)
- The Wild Soccer Bunch - Le sfide dei campioni
- Capitan Clark
- Digimon (tutte le serie)

## Teatrografia
- Le armi e l'uomo di George Bernard Shaw e La bottega del caffè di Carlo Goldoni (1985/86).
- Sarto per signora di Georges Feydeau, regia di Alessio Cigliano per Arcadinoè (1987/88).
- D'autore e d'accordo di Zambrini-Carpegna, regia di Luciano Faraone e Cento miliardi piovuti dal cielo da Georges Feydeau, adattamento e regia di Patrizio Cigliano (1989).
- L'allegra verità di Noël Coward, regia di Alessio Cigliano per Arcadinoè, 23 scene d'amore e Serata Moravia di AA.V.V., regia di Mario Ferrero (1990).
- Serata Sciascia, testi di Leonardo Sciascia, regia di Massimo Manna e Sei personaggi in cerca d'autore di Luigi Pirandello, regia di Franco Zeffirelli (1991).
- Dalla tavola della mia memoria da Amleto di Shakespeare e Alaska, scritto e diretto da Patrizio Cigliano (1992).
- La città che ha per principe un ragazzo di Henry de Montherlant, regia di Alberto Testa (1993).
- Splendid's di Jean Genet, regia di Adriana Martino, Teatro Colosseo e tournée italiana, Sempre meglio che mangiare cioccolata, di Francesca Satta Flores, regia di M. Pizzi, Teatro Colosseo, Deus ex machina da Woody Allen con la partecipazione speciale di Oreste Lionello, adattamento e regia di Patrizio Cigliano e Porci con le ali, musical di Lidia Ravera e di G. Lombardo Radice (anche regia) (1994).
- Piccole storie di misoginia dalla raccolta di racconti Piccoli racconti di misoginia di Patricia Highsmith, regia di Adriana Martino, Purgatorio a Ingolstadt di Marieluise Fleißer, regia di Adriana Martino, e Tempi moderni, scritto e diretto da Patrizio Cigliano per Compagnia Arcadinoè (1995).
- Un sesso di troppo di James Sherman, regia di Luca Barcellona e Ypokritài-Attori, scritto e diretto da Patrizio Cigliano, ripreso nelle stagioni 2000 e 2008 (1996).
- Le relazioni pericolose dall'omonimo romanzo di Pierre-Ambroise-François Choderlos de Laclos, regia di Pierpaolo Sepe, Ballando... Ballando da Le bal di Jean-Claude Penchenat, regia di Giancarlo Sepe e Il gioco del silenzio di Francesca Satta Flores (anche regia) (1997).
- Il sesso di colpa di Patrizio Cigliano, Ricamo in nero di Francesca Satta Flores per la regia di Maddalena Fallucchi, e Faces (Facce) di Patrizio Cigliano per il Traverse Theatre di Edimburgo (1998).
- Chiusi di Giulia Ricciardi, regia di Patrizio Cigliano, Sogno di una notte di mezza estate da William Shakespeare, regia di D. Camerini, Castelli di Lego di Cinzia Villari, regia di Ennio Coltorti e L'equilibrio di Botho Strauss, regia di Luciano Melchionna (1999).
- Un ragionevole dubbio di Patrizio Cigliano e di Luciano Melchionna (anche regista), Ypokritài-Attori 2000, scritto e diretto da Patrizio Cigliano, Diana e la Tuda di Luigi Pirandello, regia di Arnoldo Foà (2000).
- Trash di Patrizio Cigliano, regia di Ennio Coltorti, Sleepeing Around di Ravenhill, Morgan, Fannin, Greenhorn, regia di Marco Carniti, e Questo sogno di Luca De Bei, regia di Patrizio Cigliano per C. Arcadinoè (2001).
- Qualcosa nell'aria di Richard Dresser, regia di Carlo Fineschi, La bisbetica domata di Shakespeare, regia di Marco Carniti, Pene d'amor perdute di Shakespeare, regia di Marco Carniti, Todo por Pedro! di Giulia Ricciardi, regia di Patrizio Cigliano, Dritto al cuore di Patrizio Cigliano, e A cuore aperto, scritto e diretto da Patrizio Cigliano (2002).
- A cuore aperto, scritto e diretto da Patrizio Cigliano, 2ª stagione, e A pelle, scritto e diretto da Patrizio Cigliano (2003).
- 1980 – Recital su un decennio di Patrizio Cigliano, regia di Francesca Draghetti, Due gocce di sangue di Patrizio Cigliano, A cuore aperto, scritto e diretto da Patrizio Cigliano, 3ª stagione, e Strane sottane di Giulia Ricciardi, regia di Patrizio Cigliano (2004).
- A cuore aperto, scritto e diretto da Patrizio Cigliano, 4ª stagione (2005).
- A cuore aperto, scritto e diretto da Patrizio Cigliano, 5ª stagione, e 1980 – Recital su un decennio di Patrizio Cigliano, regia di Francesca Draghetti, 2º anno (2006).
- 1980 – Recital su un decennio di Patrizio Cigliano, regia di Francesca Draghetti, 3º anno (2007).
- Ypokritài-Attori, scritto e diretto da Patrizio Cigliano, e Cluedos, scritto e diretto da Rafaele Castrìa, fino alla stagione 2019 (2008)
- A pelle, scritto e diretto da Patrizio Cigliano, Teatro dell'Orologio (2009-2010).
- Questo sogno di Luca De Bei, regia di Patrizio Cigliano, Il piatto forte di Giulia Ricciardi, regia di Patrizio Cigliano, La bisbetica domata di Shakespeare, regia di Patrizio Cigliano, e Chiusi di Giulia Ricciardi, regia di Patrizio Cigliano (2011).
- 4 strane donne e 1 Capodanno di Giulia Ricciardi, regia di Patrizio Cigliano, e Ypokritài-Attori 2012, scritto e diretto da Patrizio Cigliano (2012).
- Ypokritài-Attori 2013, scritto e diretto da Patrizio Cigliano (2013).
- Hamlet Project da Shakespeare, regia di Patrizio Cigliano (2014).
- Cluedos, scritto e diretto da Raffaele Castria, Quella strana parte di me, scritto e diretto da Patrizio Cigliano, Anni 80 – Ricordi e accordi, scritto e interpretato da Patrizio Cigliano, e A cuore aperto, scritto e diretto da Patrizio Cigliano, 11ª ripresa (2016).
- Febbre da cavallo - Musical, con la supervisione artistica di Enrico Brignano, e Anni 80 - Ricordi e accordi, di Patrizio Cigliano (2017).
- Se questo è un uomo dall'omonimo libro memorialistico di Primo Levi, regia di Daniele Salvo, A cuore aperto, scritto, diretto e interpretato da Patrizio Cigliano, 16º anno, e Storia di incroci e di anarchia di V. Milaneschi, regia di Patrizio Cigliano (2018).
- Se questo è un uomo da Primo Levi, regia di Daniele Salvo, Cluedos, scritto e diretto da Raffaele Castria, 7ª ripresa, Cantigola di Rossana Colace, regia di Patrizio Cigliano, e A cuore aperto, scritto, diretto e interpretato da Patrizio Cigliano (tournée newyorkese)[2], NeuroLadies di Milaneschi-Guendalini-Merico, Regia di Patrizio cigliano (Miglior Regia 2019 - PocketArtinRome); Stringimi che fa Freud di Alessandra Merico, Regia di Vanessa Gasbarri (2019).
- Una Poltrona Per Giulia di Marina Pizzi, regia di Patrizio Cigliano. Cantigola di Rossana Colace, regia di Patrizio Cigliano (ripresa) (2020)
- La pace di Aristofane, regia di Daniele Salvo, Siracusa (2023)

## Premi e riconoscimenti
- 1992 – Premio I.D.I. (testi) con l’opera prima Alaska
- 1994 – Premio Studio 12 (testi) con Ypokritài-Attori
- 1996 – Premio Bob Fosse Italia (Musical), Nomination a miglior attore non protagonista con Porci con le Ali
- 1997 – Premio Fondi La Pastora, Miglior attore con Ricamo in Nero
- 1998 – Premio Fondi La Pastora (allestimenti) con Il sesso di colpa
- 1998 – International Playwriting Award con Faces
- 1999 – Premio Fondi La Pastora (testi) con Qui la festa non entra
- 2000 – Rassegna Passo a due 2000, Miglior attore con Castelli di Lego
- 2000 – Premio Fondi La Pastora(regia) con Chiusi
- 2001 – Rassegna Passo a tre 2001, Premio Critica con Trash
- 2001 – Rassegna Passo a tre 2001, Miglior attore con Trash
- 2001 – Provini per una Commedia, finalista con Todo Por Pedro
- 2002 – Premio Enrico Maria Salerno, finalista con Dritto al Cuore
- 2002 – Premio Speciale Giuria Popolare del Premio Enrico Maria Salerno con Dritto al Cuore
- 2003 – Premio Vallecorsi con Due Gocce di Sangue
- 2004 – Premio Flaiano Under 35 con Apollo 2000
- 2006 – In concorso al David Di Donatello con 17:30
- 2006 – Cuveglio Film Festival, Miglior attore protagonista con 17:30
- 2006 – Arrivano i Corti Montelanico Film Festival, Miglior attore protagonista con 17:30
- 2006 – Festival Di Cannes (mercato) con 17:30
- 2006 – Festival Cinema Libero, Menzione Valore Etico con 17:30
- 2006 – Salerno Film Festival, finalista con 17:30
- 2006 – Murgia Film Festival, finalista con 17:30
- 2006 – Cinesogni Film Festival, in Concorso con 17:30
- 2006 – Lucania Film Festival, in Concorso con 17:30
- 2007 – CineMadeInLazio Film Festival, Miglior Corto con Adagio
- 2007 – Per Un Pugno di Corti Film Festival, Miglior montaggio con Adagio
- 2007 – Mitreo Film Festival, Menzione speciale con Adagio
- 2007 – Festival del Cinema Indipendente di Foggia, finalista con Adagio
- 2007 – Scorto Film Festival, finalista con Adagio
- 2007 – Festival Pontino del Cortometraggio, finalista con Adagio
- 2007 – Il Corto.it Film Festival, finalista con Adagio
- 2008 – European Independent Film Festival di Parigi, finalista con Adagio
- 2019 – Pocket Art In Rome Miglior Regia Teatrale con Neuro Ladies
- 2020 – UILT - Premio Miglior Testo Teatrale Contemporaneo con Dritto al Cuore